# Constantino Dall'Argine
Constantino Dall'Argine (Parma, 1842-Milán 1877) fue un director de orquesta y compositor italiano. Estudio dirección y composición en el conservatorio de Milán. Dirigió numerosas representaciones de ópera en Italia y España. Como compositor se dedicó principalmente al ballet, colaborando con los coreógrafos Monplaisir y Paolo Taglioni. También compuso algunas óperas, entre ellas una versión de El barbero de Sevilla; visitó Sudamérica principalmente el Perú, donde dio varios conciertos y dedicó obras.